# Ennahda-beweging
De Ennahda-beweging, Wedergeboortepartij of Nahda is een islamistische politieke partij en beweging in Tunesië.
Deze islamitisch-fundamentalistische beweging werd opgericht in 1981 als de Beweging van de Islamitische Tendens (MTI) door onder andere Rashid Al-Ghannushi, waarbij de oprichters zich baseerden op de ideologie van Hassan al-Banna’s Moslimbroederschap. Deze partij werd al snel verboden en was daarna ondergronds actief. Partijleider Ghannouchi verbleef daarna 22 jaar in ballingschap te Londen (van 1988 tot 2011). Van 1990 tot 1992 werden grote processen georganiseerd tegen de beweging.
Op 1 maart 2011, nadat de regering van Ben Ali was ineengestort in de nasleep van de revoltes in 2010 en 2011, verleende de interim-regering van Tunesië de groep toestemming om een politieke partij te vormen. Sinds die tijd is de partij uitgegroeid tot de grootste en best georganiseerde partij in Tunesië.
In de Tunesische grondwetgevende verkiezingen van 2011, de eerste democratische verkiezingen sinds de Tunesische revolutie, won de partij 37,04% van de stemmen, en 89 van de 217 zetels, en werd daarmee ruim de grootste partij. Secretaris-generaal Hamadi Jebali vormde een regeringscoalitie met twee seculiere partijen, en werd zelf premier van Tunesië.

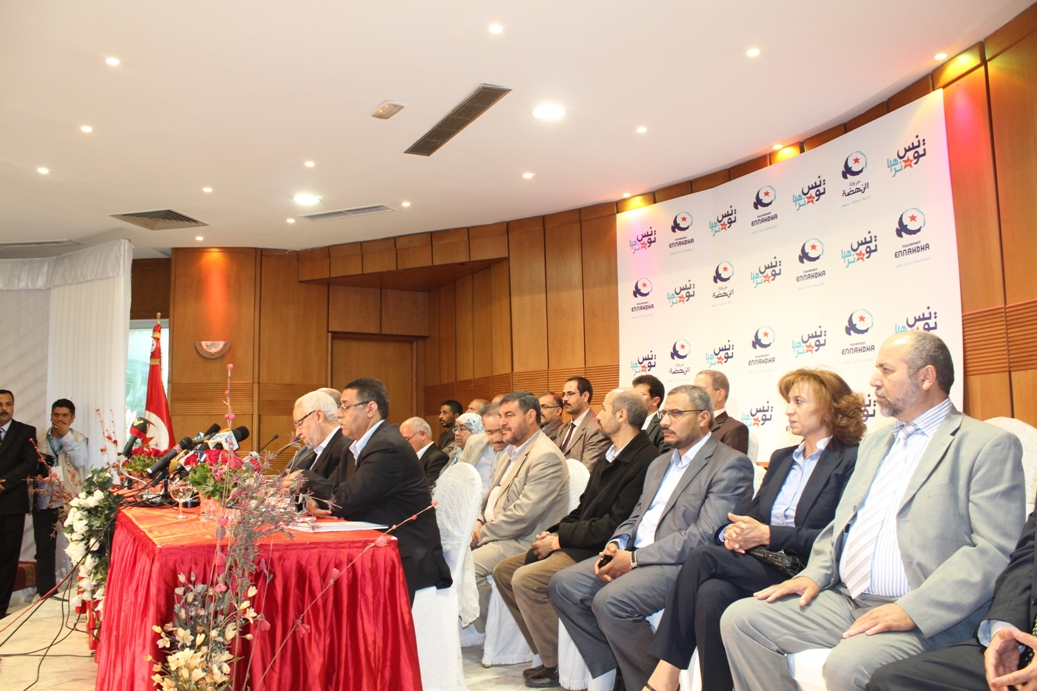
Leden van de Ennahdha partij 2011

De moord op 6 februari 2013 op een der oppositieleiders, Chokri Belaïd, werd door diens familie en politieke vrienden toegeschreven aan Ennahda. In het geweld dat volgde op de begrafenis stelde premier Jebali voor om een zakenkabinet te vormen voor de duur van het opstellen van een nieuwe grondwet. Vicevoorzitter Abdelhamid Jelassi van Ennahda wees het idee direct af, waarna Jebali terugtrad en minister van Binnenlandse Zaken Ali Laarayedh een nieuwe coalitieregering vormde.